# Harlekijnmees
De harlekijnmees (Baeolophus wollweberi) is een zangvogel uit de familie Paridae (echte mezen).

## Verspreiding en leefgebied
Deze soort komt voor in het zuidwesten van de Verenigde Staten en in Mexico. Er zijn vier ondersoorten:
- B. w. vandevenderi: centraal Arizona en zuidwestelijk New Mexico.
- B. w. phillipsi: zuidoostelijk Arizona en noordwestelijk Mexico.
- B. w. wollweberi: centraal en zuidelijk Mexico.
- B. w. caliginosus: zuidwestelijk Mexico.